# Calamops
Calamops is een geslacht van uitgestorven grote temnospondyle Batrachomorpha (basale 'amfibieën') bekend van de basis van de Solebury-afzetting van de Newark-supergroep uit het Laat-Trias van Pennsylvania, Verenigde Staten. 
Calamops werd  benoemd door Sinclair in 1917 en de typesoort is Calamops paludosus. De geslachtsnaam betekent 'rietfluitgezicht'. De soortaanduiding betekent 'uit het moeras'. Er werd gewoonlijk gedacht dat het een metoposauride was van twijfelachtige geldigheid, een nomen dubium, aangezien het holotype en het enige bekende exemplaar, specimen PU 12302 gevonden bij Holicong in Bucks County, dat drie stukken van een tak van de linkeronderkaak omvat, nooit was geprepareerd. 
Na preparatie en het maken van een afgietsel van het specimen, ontdekten Hans-Dieter Sues en Rainer R. Schoch in 2013 dat Calamops een geldig taxon van trematosauroïde temnospondylen vertegenwoordigt dat door verschillende autapomorfieën kan worden gediagnosticeerd. Het vertegenwoordigt een van de geologisch jongste bekende trematosauriërs met een lange snuit en het eerste bekende voorkomen van deze temnospondylen uit het Laat-Trias van Noord-Amerika. Het is ook het oudst bekende fossiel van tetrapoden uit het Trias van het Newarkbekken.